# Paso de Los Patos
Pour les articles homonymes, voir Paso.
Le Paso de Los Patos, ou Paso Valle Hermoso, est un col frontalier de la cordillère des Andes à la limite de la commune de Putaendo, un village situé au nord de San Felipe, dans la région de Valparaíso, au Chili.
Il fut emprunté par l'Armée des Andes pour traverser la cordillère en 1817, avec pour objectif de libérer le Chili des royalistes.